# San Antonio del Norte (kommun)
San Antonio del Norte är en kommun i Honduras.   Den ligger i departementet Departamento de La Paz, i den sydvästra delen av landet, 60 km väster om huvudstaden Tegucigalpa. Antalet invånare är 2 845. Arean är 73 kvadratkilometer.
Terrängen i San Antonio del Norte är kuperad.